# Par Kolā
Par Kolā (persiska: پَر كَلا, پُر كَلا, پُر كُلا, پر كلا) är en ort i Iran.   Den ligger i provinsen Mazandaran, i den norra delen av landet, 230 km öster om huvudstaden Teheran. Par Kolā ligger 1 053 meter över havet och antalet invånare är 350.
Terrängen runt Par Kolā är lite bergig. Runt Par Kolā är det ganska tätbefolkat, med 100 invånare per kvadratkilometer. Närmaste större samhälle är Yakh Kesh, 13,5 km norr om Par Kolā. I omgivningarna runt Par Kolā växer i huvudsak blandskog.